# Пірвелі Обча
Пірвелі Обча (груз. პირველი ობჩა) — село в Грузії.
За даними перепису населення 2014 року в селі проживає 1389 особа.